# Rio Apón
O Rio Apón é um rio sul-americano que banha a Venezuela. Nasce na Serrania de Perijá e deságua no lago de Maracaibo.